# Santa Fe (film 1912)
Santa Fe è un cortometraggio muto del 1912 prodotto dalla Nestor. Il nome del regista non viene riportato nei credit.

## Produzione
Il film fu prodotto dalla Nestor Film Company e venne girato a Santa Fe, nel Nuovo Messico.

## Distribuzione
Distribuito dalla Motion Picture Distributors and Sales Company, il film - un cortometraggio di 90 metri - uscì nelle sale cinematografiche USA il 23 marzo 1912.
Nelle proiezioni, veniva programmato con il sistema dello split reel, accorpato in un'unica bobina con un altro cortometraggio prodotto dalla Nestor, il drammatico Over a Cracked Bowl.